# Myomimus roachi
Myomimus roachi är en däggdjursart som först beskrevs av Dorothea Bate 1937.  Myomimus roachi ingår i släktet Myomimus och familjen sovmöss. IUCN kategoriserar arten globalt som sårbar. Inga underarter finns listade i Catalogue of Life. Det svenska trivialnamnet Mussvansad sjusovare förekommer för arten.

## Utseende
Arten når en kroppslängd (huvud och bål) av 86 till 136 mm, en svanslängd av 65 till 94 mm och en vikt mellan 21 och 70 g. Den har 19 till 23 mm långa bakfötter och 13 till 17,5 mm långa öron. Pälsen är hos ungdjur huvudsakligen grå och på huvudets topp samt på ryggen nästan svart. På undersidan förekommer ljusare grå päls och det finns en otydlig gräns mellan dessa färgområden. Vid nosen har ungarnas päls en ljusbrun skugga. De vuxna djuren har en ljus ockra päls på ovansidan med några svarta hår inblandade på toppen. Deras ögon är gråa och nästan svarta vid kanterna. Undersidan är hos vuxna exemplar ljusgrå till krämfärgad. Svansen blir fram mot slutet spetsigare och den ser nästan naken ut förutom en kort tofs vid slutet. Myomimus roachi har fem tår vid bakfötterna och tummen vid framtassarna är mycket kort.

## Utbredning
Arten förekommer i sydöstra Bulgarien, östra Grekland och västra Turkiet. Habitatet utgörs av landskap med buskar, några träd och ängar. Myomimus roachi hittas även på jordbruksmark, i vinodlingar och vid vattendragens kanter. Den klättrar i växtligheten och går på marken.

## Ekologi
Myomimus roachi håller mellan hösten och senare april vinterdvala. En eller flera exemplar använder därför en underjordisk hålighet. Under den aktiva tiden föredrar de antagligen håligheter i träd eller fågelholkar som viloplats. Före ungarnas födelse fodrar honan boet med mjukt material.
Arten äter främst frön. Enligt en annan studie är arten allätare och den föredrar under vissa tider insekter som mullvadssyrsor, gräshoppor, nattfjärilar och fjärilar.
Uppskattningsvis är honan cirka en månad dräktig och ungarna diar sin mor likaså en månad. En upphittad hona var dräktig med 14 ungar. Andra honor dokumenterades med 5 eller 6 ungar.